# 21-es villamos (Prága)
A prágai 21-es jelzésű villamos a Radlická és a Sídliště Modřany között közlekedik.

## Útvonala
| Sídliště Modřany felé | Radlická felé |
| --- | --- |
| Radlická – Radlická – Za Ženskými domovy – Nádražní – Lidičká – Palackého most – Rašínovo nábřeží – Podolské nábřeží – Modřanská – Generála Šišky – Sídliště Modřany | Levského – Generála Šišky – Starostrašnická – Modřanská – Podolské nábřeží – Rašínovo nábřeží – Palackého most – Lidičká – Nádražní – Za Ženskými domovy – Radlická – Radlická |

## Megállóhelyei
| 0  | Radlická végállomás         | 36 | B 7                              |
| 0  | Škola Radlice               | 34 | 7                                |
| 1  | Laurová                     | 33 | 7                                |
| 2  | Braunova                    | 32 | 7                                |
| 3  | Křížová                     | 31 | 7                                |
| 6  | Na Knížecí                  | 29 | B · 4, 5, 7, 12, 20 · P5         |
| 9  | Anděl                       | 27 | B 4, 5, 7, 9, 10, 12, 15, 16, 20 |
| 10 | Zborovská                   | 25 | 4, 5, 7, 10, 16                  |
| 13 | Palackého náměstí (nábřeží) | 22 | B 2, 3, 4, 7, 10, 16, 17         |
| 14 | Výtoň                       | 21 | 2, 3, 7, 17 · P5                 |
| 18 | Podolská vodárna            | 19 | 2, 3, 17                         |
| 19 | Kublov                      | 17 | 2, 3, 17 · P3                    |
| 21 | Dvorce                      | 15 | 2, 3, 17                         |
| 23 | Přístaviště                 | 13 | 2, 3, 17                         |
| 24 | Pobřežní cesta              | 12 | 2, 3, 17                         |
| 26 | Nádraží Braník              | 11 | 2, 3, 17 S8 S88                  |
| 27 | Černý kůň                   | 9  | 3, 17                            |
| 29 | Belárie                     | 8  | 3, 17                            |
| 30 | Modřanská škola             | 7  | 3, 17                            |
| 31 | Nádraží Modřany             | 6  | 3, 17 · P6 · S8 S88              |
| 32 | Čechova čtvrť               | 4  | 3, 17                            |
| 33 | Poliklinika Modřany         | 3  | 3, 17                            |
| 34 | U Libušského potoka         | 2  | 3, 17                            |
| 35 | Modřanská rokle             | 1  | 3, 17                            |
| 36 | Sídliště Modřany végállomás | 0  | 3, 17                            |
| ∫  | Levského                    | 0  | 3, 17                            |